# Samytha oculata
Samytha oculata är en ringmaskart som beskrevs av Grube 1878. Samytha oculata ingår i släktet Samytha och familjen Ampharetidae. Inga underarter finns listade i Catalogue of Life.